# NGC 5554
NGC 5554 este o galaxie spirală situată în constelația Fecioara. A fost descoperită în 8 mai 1864 de către Albert Marth.